# Jane White Cooke
Jane White Cooke (10 de janeiro de 1913 - 8 de maio de 2011) foi uma retratista americana.
Cooke nasceu Frances Jane White em Montclair, Nova Jersey, no dia 10 de janeiro de 1913. Viúva de guerra, em 1946 casou-se novamente com o jornalista e radialista Alistair Cooke. Ela interessou-se por arte desde cedo e, quando adulta, criou centenas de pinturas. Os seus retratos de Nathan Milstein e Alistair Cooke encontram-se na coleção da National Portrait Gallery em Washington, DC.